# Ligne 6 (CFL)
Pour les articles homonymes, voir Ligne 6.
La ligne 6 Luxembourg – Bettembourg-frontière est une ligne de chemin de fer de 16,6 km reliant Luxembourg à Bettembourg et à la frontière avec la France.
Exploitée par la Compagnie des chemins de fer de l'Est en 1859, puis après 1872 par la Direction générale impériale des chemins de fer d'Alsace-Lorraine, par l'Administration des chemins de fer d'Alsace et de Lorraine après 1919, par la SNCF après 1938 puis par la Deutsche Reichsbahn après 1940, elle est exploitée depuis 1946 par la société nationale des chemins de fer luxembourgeois. 
Elle est prolongée en France par la ligne de Metz-Ville à Zoufftgen, vers Thionville et Metz. Au nord de Luxembourg, elle est prolongée par la ligne 1 vers Troisvierges et la frontière avec la Belgique, puis par la ligne 42 (Infrabel) (Liège) – Rivage – Trois-Ponts – Gouvy – Troisvierges.

## Histoire

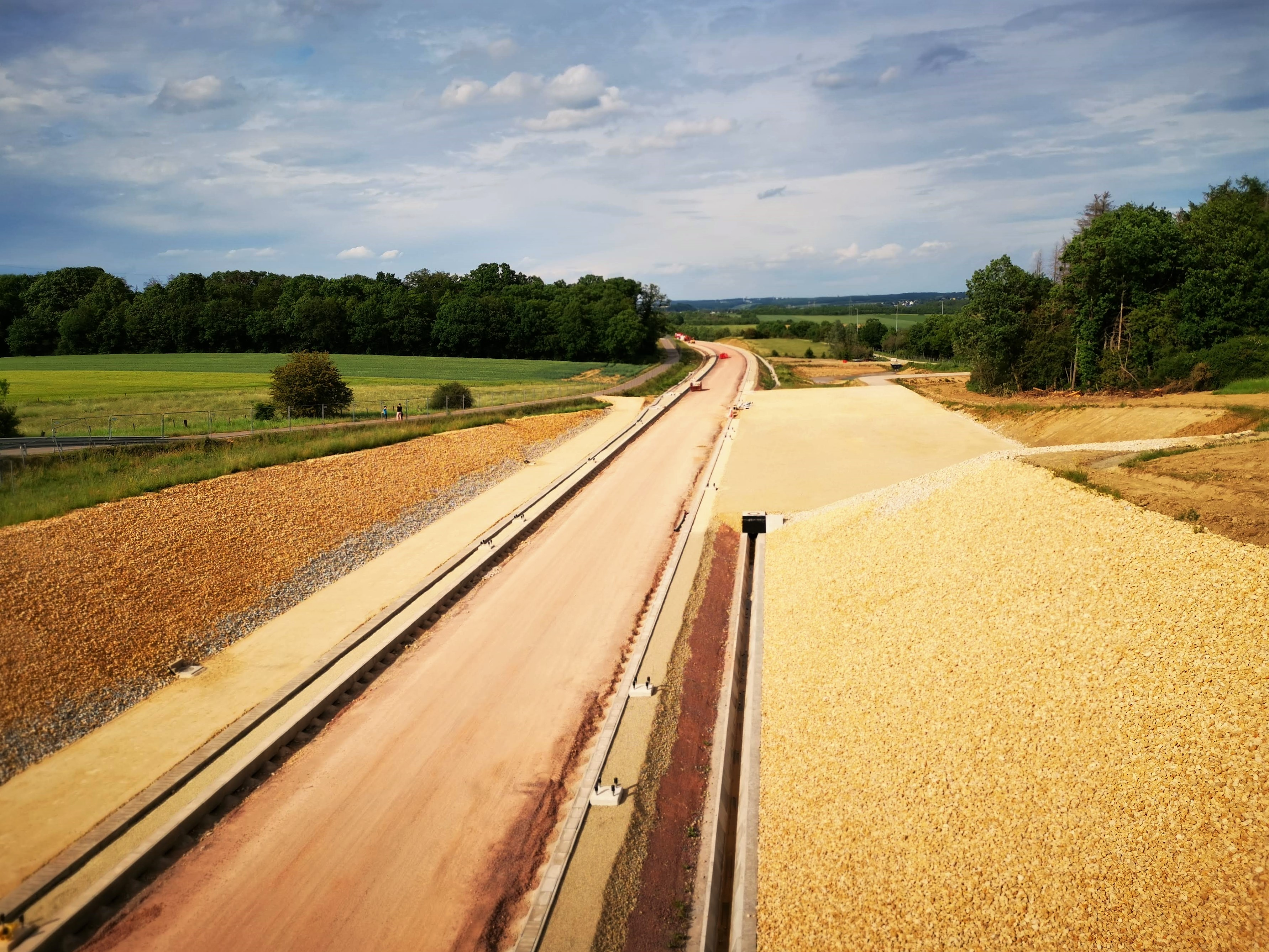
Chantier de construction de la nouvelle ligne en mai 2020

Le 11 août 1859, la Compagnie des chemins de fer de l'Est, exploitant des lignes de la Société royale grand-ducale des chemins de fer Guillaume-Luxembourg, ouvre à l'exploitation la section de Luxembourg à la frontière française.
La ligne est électrifiée en intégralité en 1956.
Axe majeur du réseau luxembourgeois, à la convergence des flux vers Esch-sur-Alzette / Belval ainsi que ceux du sillon mosellan, la saturation progressive de la ligne 6 pose un problème. À l'horizon 2027, il est donc prévu de la doubler par une nouvelle ligne de sept kilomètres ne comportant pas d'arrêt intermédiaire, établie en parallèle entre les gares de Howald et de Bettembourg ; limitée à 160 km/h, elle suivra le tracé de l'autoroute A3 / E25,.
Une fois la ligne nouvelle achevée, cette dernière verra passer l'ensemble des trains vers ou depuis la France et le trafic fret, la ligne existante continuera de voir passer les trains régionaux vers Esch-sur-Alzette notamment.

## Caractéristiques

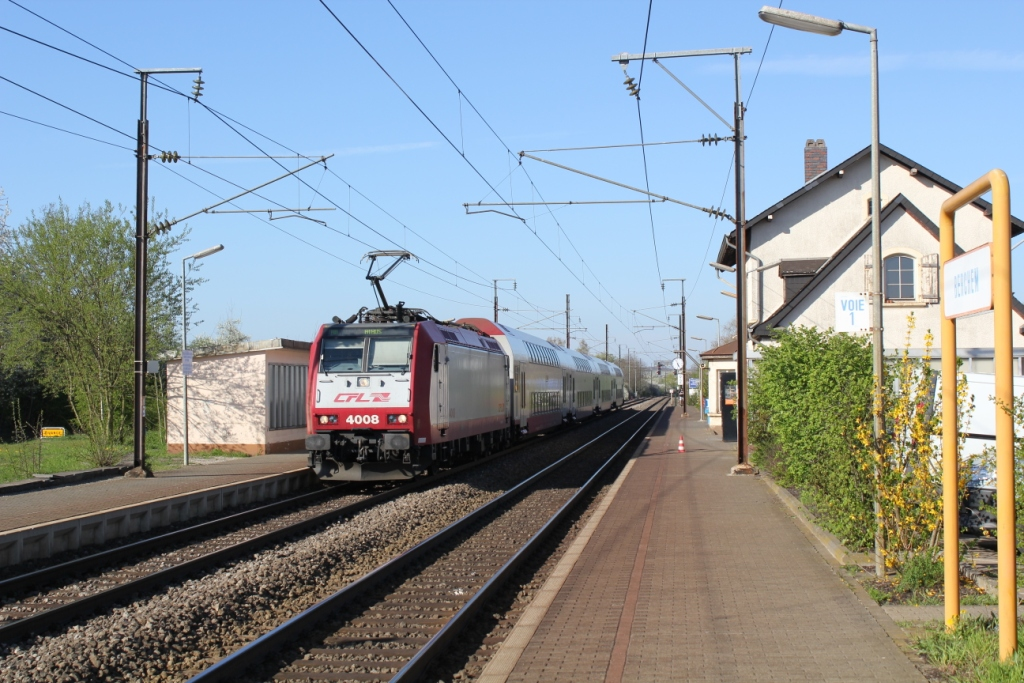
Train passager de la CFL traversant la gare de Berchem

### Tracé
Longue de 16,6 kilomètres, la ligne relie la capitale au sud du grand-duché et à la France. D'orientation nord-sud, elle est électrifiée en 2 x 25000 V - 50 Hz et est à deux voies banalisées et à écartement normal (1 435 mm).
Le tracé de la ligne, qui dessert le sud du Luxembourg est relativement plat, avec une pente maximale de 21 ‰. Cela se traduit par l'absence de tunnels, en particulier depuis la démolition du tunnel de Zoufftgen.

### Infrastructures

#### Signalisation
La ligne est équipée de la signalisation ferroviaire luxembourgeoise et du Système européen de contrôle des trains de niveau 1 (ETCS L1), ce dernier cohabite jusqu'au 31 décembre 2019 avec le Memor II+.

#### Gares
Outre la gare d'origine, de Luxembourg, la ligne comporte 3 gares ou haltes voyageurs :  Howald, Berchem et Bettembourg. Une de ces gares a également des installations de « terminal fret » et de « gare de formation » : Bettembourg.

#### Vitesses limites
La vitesse limite varie de 60 à 140 km/h. Dans le détail, elle est de 60 km/h de la gare de Luxembourg à la hauteur de la gare de Howald, puis elle est de 120 km/h à ce niveau puis de 140 km/h jusqu'à la frontière.

## Trafic
La ligne est desservie par trois lignes commerciales des CFL :
- la ligne Luxembourg - Esch-sur-Alzette - Rodange ;
- la ligne Luxembourg - Thionville (France) - Metz (France) qui désigne en réalité la ligne TER Grand Est de SNCF Voyageurs reliant Luxembourg à Nancy ;
- la ligne Rodange - Esch-sur-Alzette - Luxembourg - Troisvierges.

La desserte s'effectue dans la pratique par des trains Regional-Express et Regionalbunn, ainsi que par les TER Grand Est. Enfin, les TGV inOui desservant le Luxembourg utilisent la ligne, mais ne marque pas d'arrêt en gare en territoire luxembourgeois avant d'arriver dans la capitale grand-ducale.
Des trains de marchandises empruntent la ligne.